# 庄內地方
庄內地方（日语：／ Shōnai chihō */?）是指山形縣的以日本海為中心的沿岸地區，有鶴岡市及酒田市兩大城市。庄內地方指舊出羽國的沿海地區南部，在江戶時代是庄內藩的領地。庄內地方冬季多降雪，利用融雪水栽培的庄內米是高品質米，這一地區也是日本前列的水稻種植地區。

## 外部連結
- 庄内総合支庁 （页面存档备份，存于）